# 滙豐總行大廈
滙豐總行大廈（英語：HSBC Main Building）位於香港中環，屬於香港上海滙豐銀行有限公司的總辦事處。大廈夾在皇后大道中和德輔道中之間，鄰近皇后像廣場、渣打銀行大廈，亦接近港鐵中環站。其註冊地址為「皇后大道中1號」；部分人誤以為大廈面向皇后像廣場銅獅所在德輔道入口是正門，真實正門為面向長江集團中心皇后大道中的入口。
每逢星期六、日和假期，滙豐總行大廈的地面廣場和附近的皇后像廣場成為不少菲律賓家庭傭工的渡假勝地。滙豐總行大廈為幻彩詠香江的參與滙演建築物之一。

## 歷史

### 第一代滙豐總行大廈
第一代香港滙豐總行大廈其實是位於獲多利街（現稱銀行街）以及皇后大道交界的獲多利行（Wardley House），在1865年由香港上海滙豐銀行租用，當時皇后大道仍為海旁。1866年，香港上海滙豐銀行決定購入該地皮。第一代滙豐總行一直運作到1882年，然後預備第二代的重建。

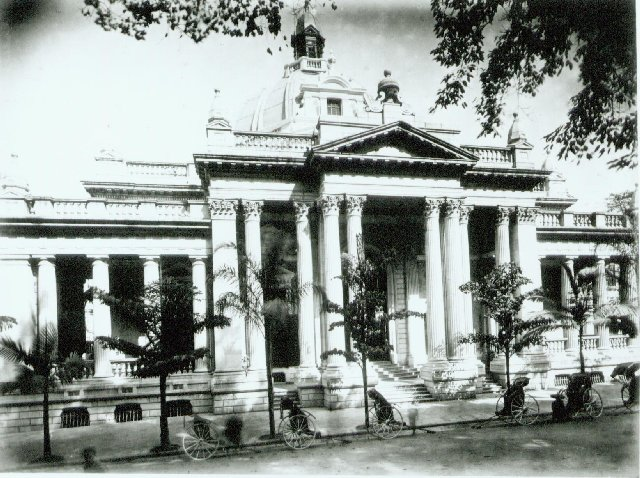
1890年的第二代滙豐總行大廈
（皇后大道方向）

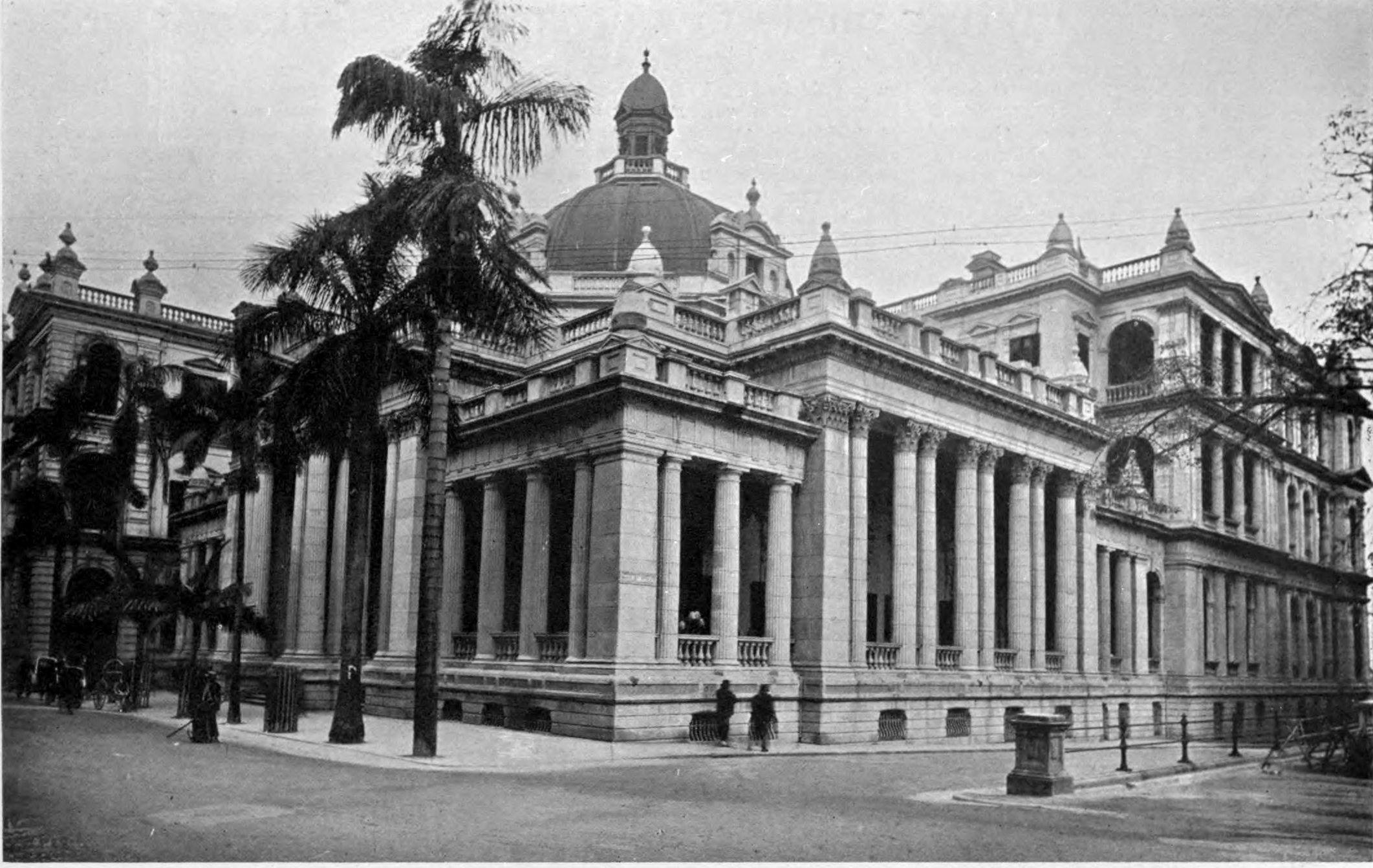
第二代香港滙豐總行大廈

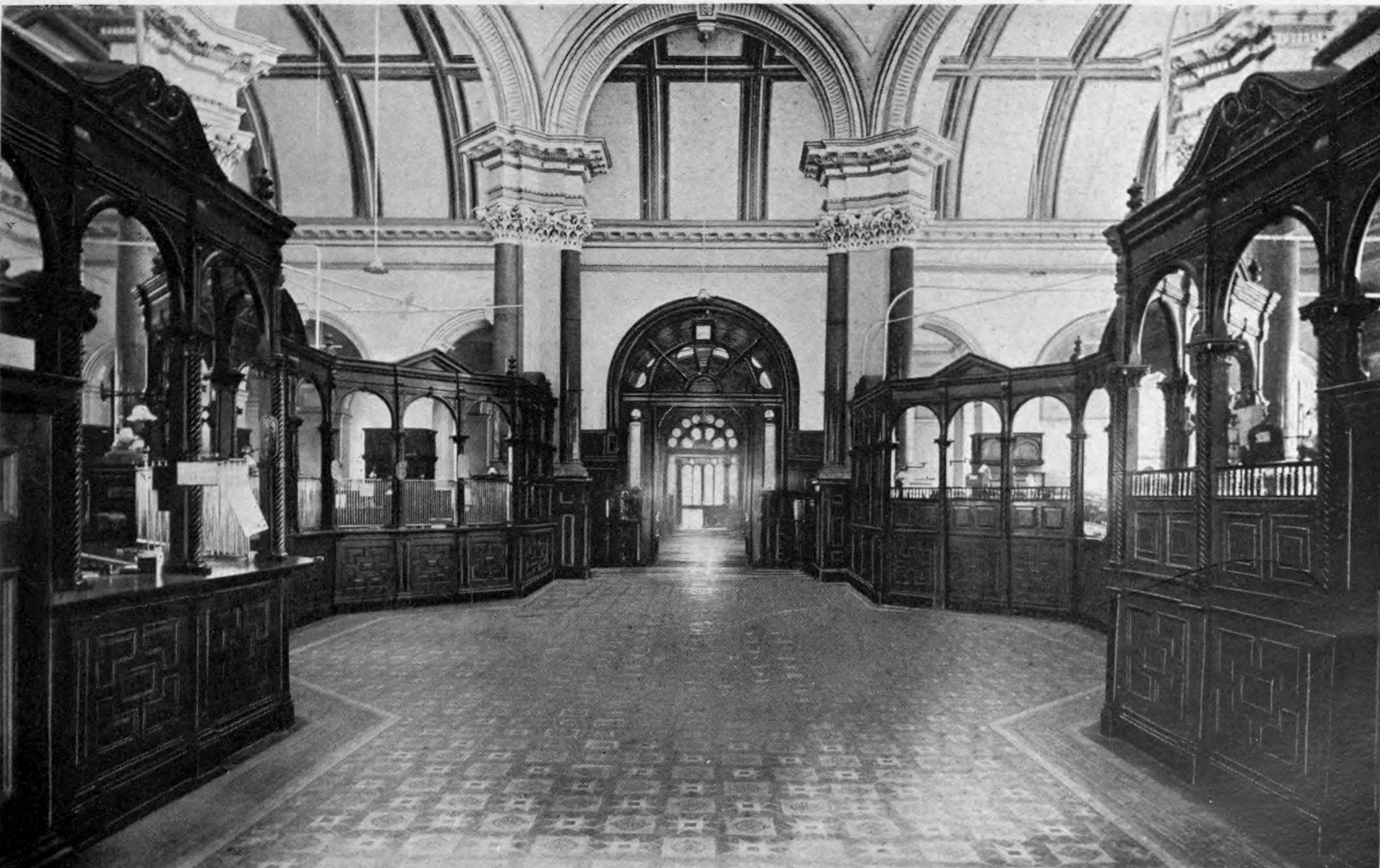
第二代總行大廈內部（1908年）

### 第二代滙豐總行大廈
第二代總行大廈於1886年落成，大樓前後部分的設計迥然不同，似由兩幢風格不同的建築物組成：面向皇后大道的一面以柱廊及八角形的圓拱屋頂為主，屬維多利亞式設計；面向德輔道的一邊則採用一系列拱形走廊為主。

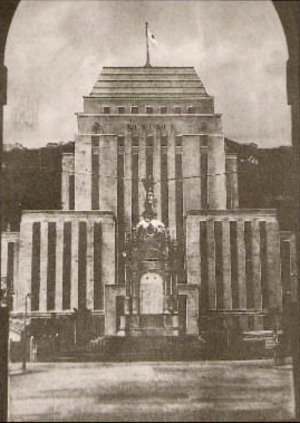
日佔時期的第三代滙豐總行大廈

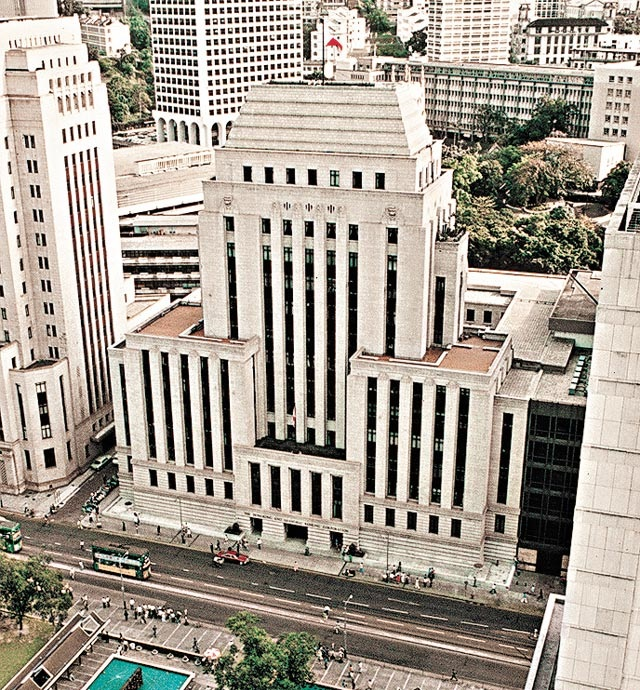
第三代滙豐總行大廈

### 第三代滙豐總行大廈
其後於1933年起，該大廈再進行重建，並使用了部分舊香港大會堂的原址，第三代大厦並於1935年10月10日啟用，設計屬芝加哥學派，並採用裝飾藝術風格，設有高速升降機，大堂以歐洲大理石裝潢，圓穹天花上馬賽克拼圖描述東西方工業與貿易往來。大廈樓高70米，共13層，而大廈的九樓是總司理的寓所，當時是遠東規模最大的建築物。有指它是香港首座裝有空調的建築物。因位於港島入口，據說按照風水先生意見，將電梯安放在大樓之內，並在樓頂放有一對石獅子頭。據信按照總司理（A. G. Stephen）建議，倣上海滙豐銀行大樓，也在門口首次擺放了兩尊銅獅子。巴馬丹拿建築事務所（Palmer & Turner）設計，五華人李浩如（連生建材公司）和魏標記（標記建築公司）共同承建。魏標記打造的兩首石獅頭設於大廈頂部外牆（三個“中”字的兩側），張口聚氣，俯瞰維多利亞港。香港日佔時期，大樓曾經被用作政府總部。

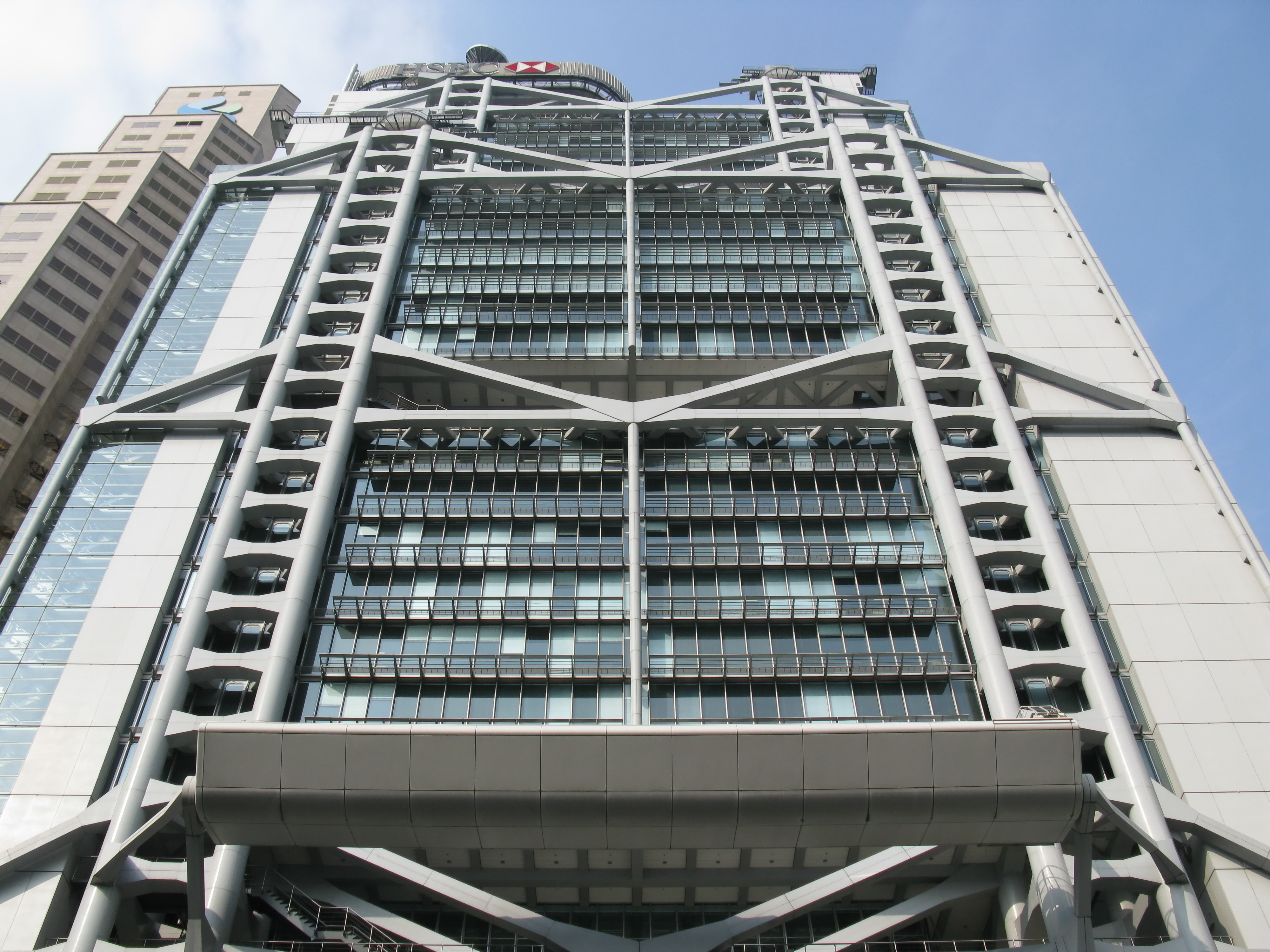
第四代滙豐總行大廈南面外牆

### 第四代滙豐總行大廈
隨著戰後經濟發展，不敷應用，於1981年7月拆卸，1983年1月重建開始。1985年5月20日落成。7月1日從承建商公和永保聯營手上交付並於同月30日局部開放，11月全面入伙，時任港督尤德爵士於1986年4月7日主持開幕禮。
由於施工期間經歷香港前途問題，地產市道低迷，滙豐總行的工程卻異常超支（1983年曾有報道指建造費達100億港幣），因此滙豐曾打算把40%的樓面出租，可是當時滙豐唯恐分散辦公會影響到進一步發展，才決定完全自用，而在施工期間，總行則暫遷往華人行，並購入海富中心若干樓面及附近商廈作臨時辦公室，直至總行分階段啟用，才分批賣掉相關物業。這座第四代的總行大廈耗資52億港元重建，是當時全球最昂貴的建築物及首幢耗資10億美元的大樓。
1991年，滙豐控股有限公司成立後，初期仍然以該總行大廈作為滙豐集團總管理處，直到1993年，滙豐控股將集團總管理處遷往英國倫敦為止。

## 第四代之建築設計

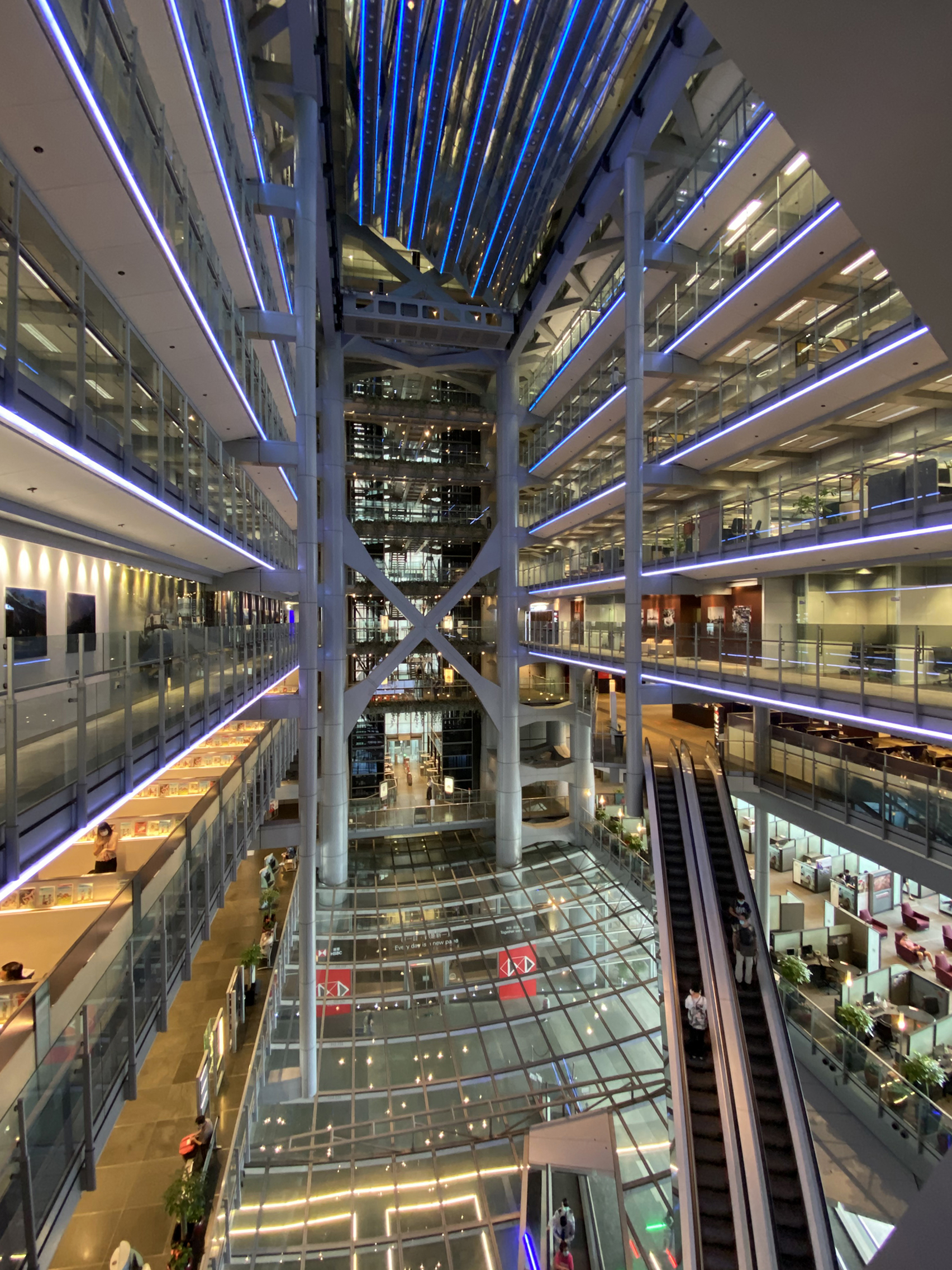
第四代滙豐總行大廈中庭

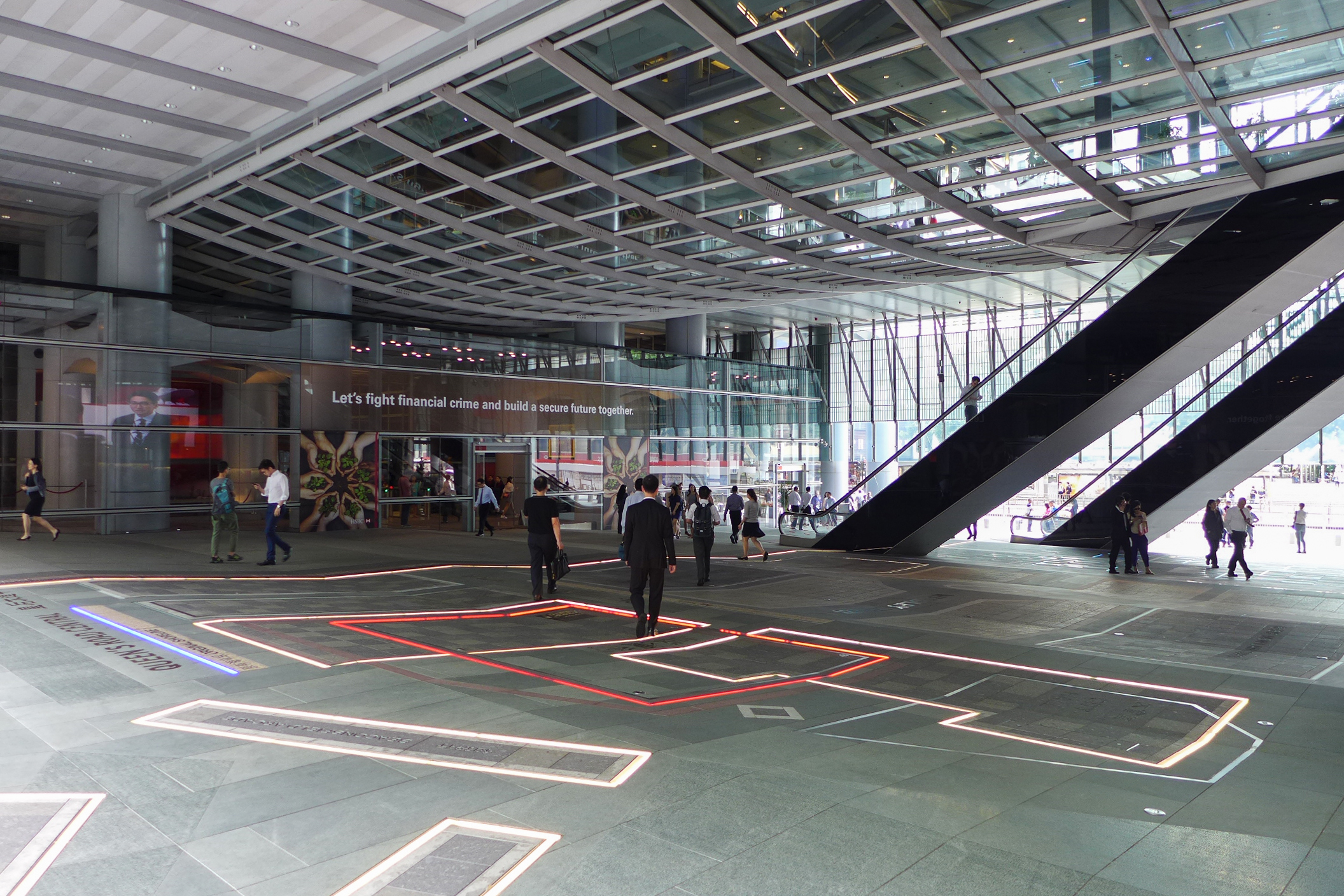
2015年翻新完成的地下廣場，地板上加設中環1910年的歷史街道圖，亦設有香港及滙豐發展史的展覽

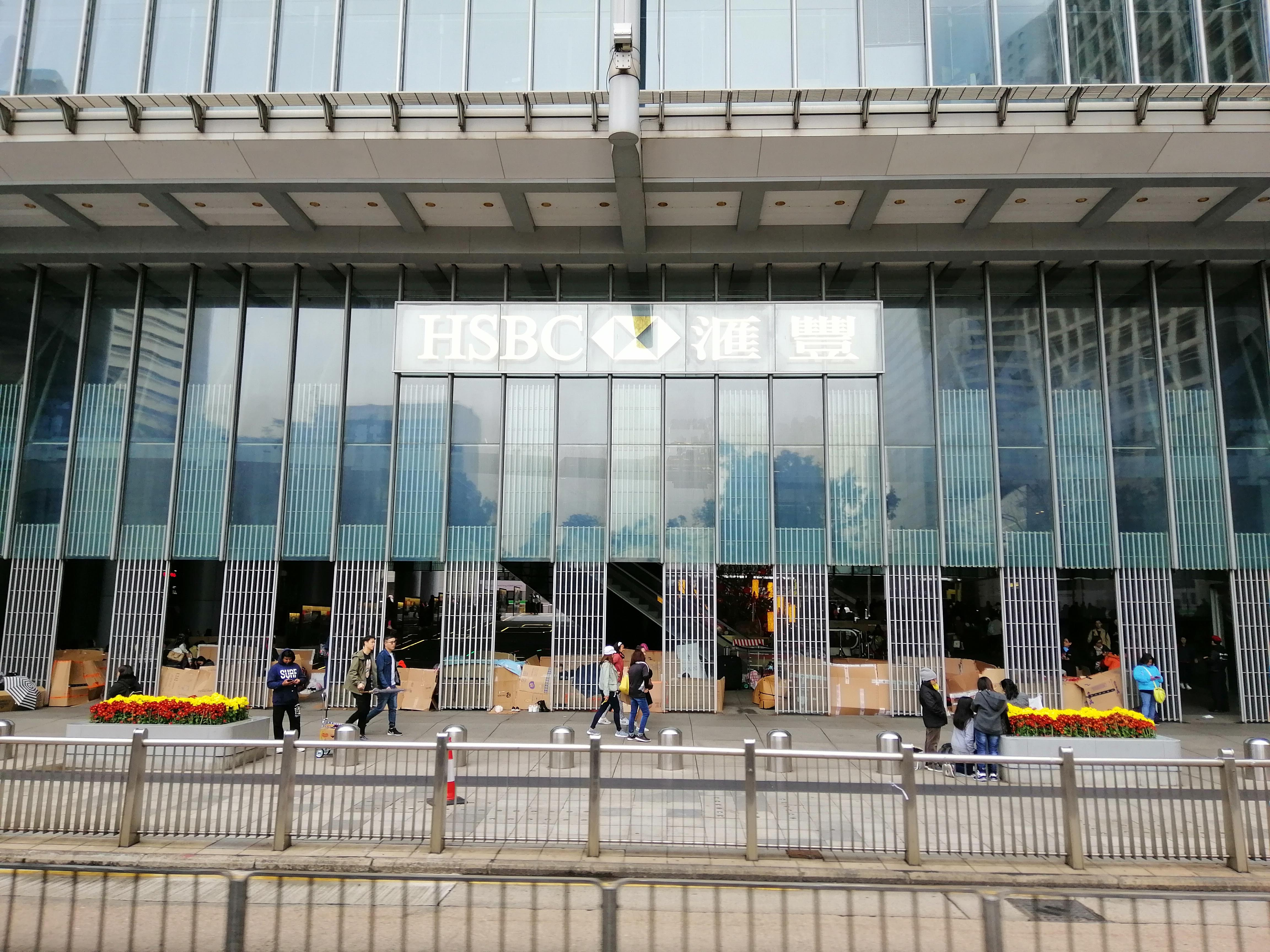
2019年的滙豐銀行大廈入口

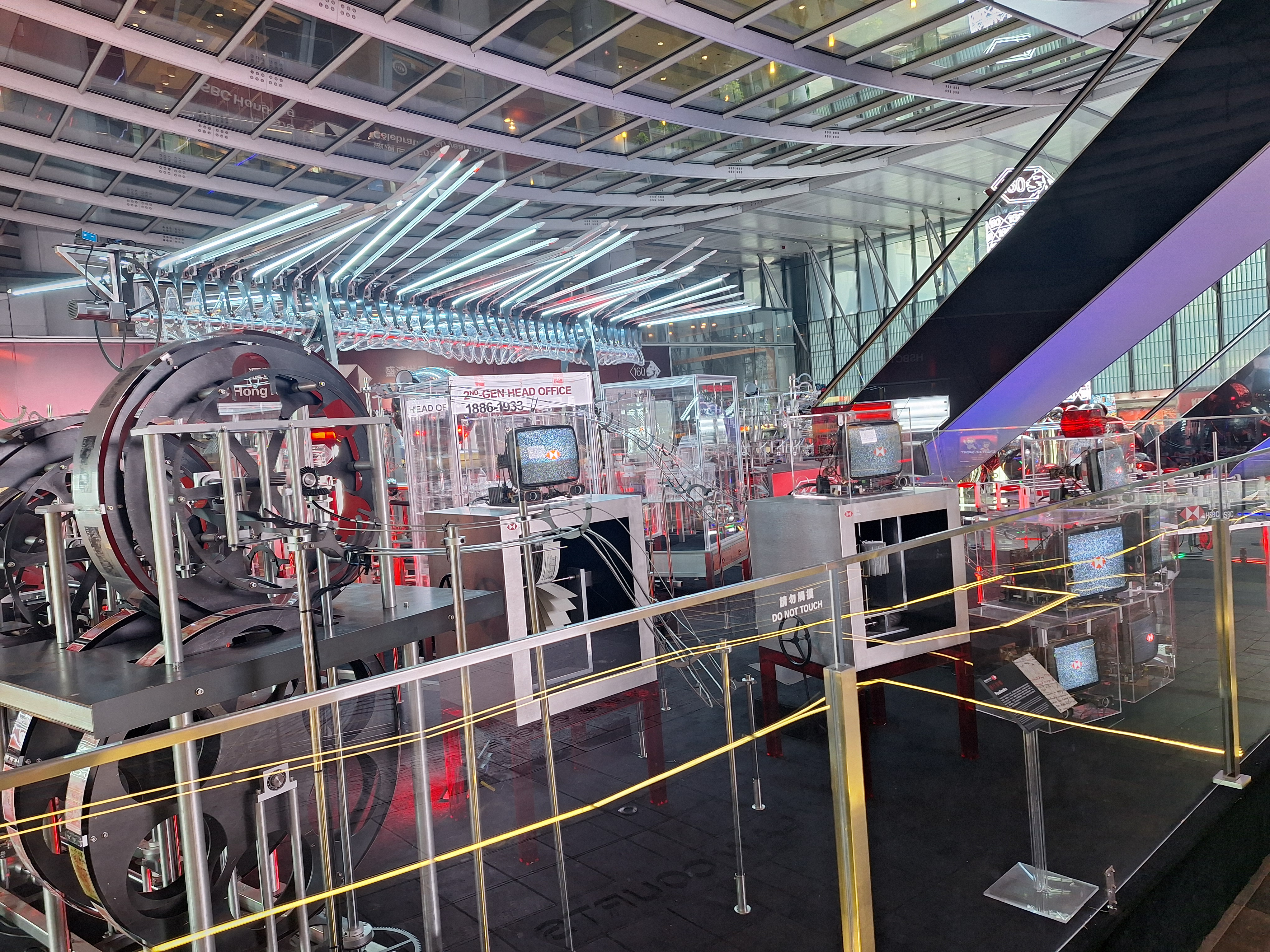
為了慶祝滙豐160週年，2025年3月至4月於地下廣場展示160年歷史的大型「連動機關」裝置

第四代香港滙豐總行大廈是由著名建築師（Norman Foster）設計，由構思到落成需時7年時間。整座建築物高180米，共有46層樓面及4層地庫，使用了30,000公噸鋼及4,500公噸鋁建成，同時整項工程以避免影響港鐵港島綫（第二期）為原則。
大廈建造時廣泛採用預製組件，是繼60年代福來邨及牛頭角下邨後，全港第三個廣泛採用此技術興建的高層樓宇項目，比大埔太和邨還要早四年。結構用鋼件在英國製造，玻璃、鋁製外殼以及地板在美國製造，服務設施組件在日本製造。
整個設計的特色在於內部並無任何支撐結構，可自由拆卸。所有支撐結構均設於建築物外部，使樓面實用空間更大。而且玻璃幕牆的設計，能夠善用天然光；地下大堂門向着正南正北，冬夏都能保持大堂涼爽，節省不少冷氣費。加上其設計靈活，可按實際需要輕易進行擴建工程而不影響原有樓層。樓內還有一部文件運輸帶，可每天自由傳送數噸重的文件。
建築重點是「衣架計劃」的設計方案。整個地上建築用四個構架支撐，每個構架包含兩根桅杆，分別在五個樓層支撐懸吊式桁架。桁架所形成的雙高度空間，成為每一群樓層的焦點，同時還包含了流通和社交的空間。每根桅杆是由四根鋼管組合而成，在每層樓使用矩形托樑相互連接。這種布局使桅杆達到最大承載力，同時把桅杆的平面面積降到最小。
既然從大樓的外側可以看見構架，設計團隊自然想乾脆把基本結構暴露出來。不過基於耐久性和抵抗力的需要，還是必須加上一層保護，因此自然得做某種形式的覆面。
2014年9月起，為慶祝滙豐成立150周年，大廈地下廣場圍封進行翻新。工程在2015年1月29日完成，地板上加設中環1910年歷史街道圖，亦設有展覽展示香港的發展及滙豐的重要歷史時刻。原設在第三代滙豐總行大廈上的兩個花崗岩獅子頭裝飾亦重見天日，放置面向皇后大道中的入口。

## 銅獅和石獅

### 銅獅
置放在總行門前的這兩頭雄獅，張嘴吼叫的是「史提芬」（Stephen），此名得自1920年－1924年的香港總行總司理史提芬（Alexander G. Stephen），而鑄造銅獅也來自他的倡議。另一頭銅獅稱為「施迪」（Stitt），是當時以1921年上海司理施迪（Gordon H. Stitt）的名字命名。
第三代香港滙豐總行大廈於1935年落成時，滙豐仿照上海滙豐銀行大樓門前也擺放兩尊銅獅，與上海的表親一樣，香港的獅子也是由韋斯達（William Wagstaff）設計，並由周燕翔（Chou Yin Hsiang）以銅鑄造，更與上海的銅獅一樣命名為史提芬和施迪。在1942年日軍攻佔香港後因物資緊張，日軍曾試圖將港滬兩地的銅獅運至日本回爐取銅。香港的兩尊銅獅於是連同維多利亞女王銅像及香港上海滙豐銀行大班昃臣爵士（Sir Thomas Jackson）的銅像一起被運至日本，準備熔為軍火材料。日本投降後的1946年，一名美國海軍水手跑進香港滙豐大堂，告訴工作人員原來倖免於難，並說他曾在日本大阪川崎船塢見到它們的踪影。同年10月，在麥克阿瑟的命令下，銅獅終於回到香港，但身上留有彈痕。當第三代總行於1981年7月拆卸重建時，兩隻銅獅被安排擺放在對面的皇后像廣場，直至1984年滙豐高層找來堪輿學家龍景銓商討安置兩隻銅獅的安排，終於選定1985年6月8日清晨遷回第四代總行。
原件「史提芬」在上海外灘的東方明珠廣播電視塔內的上海城市歷史發展陳列館中展覽。另外一隻「施迪」則存放在上海市銀行博物館。在2007年11月28日至2008年3月24日期間，上海把「施迪」借予香港歷史博物館來舉行專題展覽「從錢莊到現代銀行：滬港銀行業發展」。
在2019年反修例風波中，滙豐被指打壓反修例示威者，在2020年香港元旦大遊行中銅獅子被人破壞，包括噴上紅漆，貼上符號和標語，以至放火焚燒。事後用木板圍封獅身，經過逾9個月的維修，到10月22日重新對外展示。滙豐舉行簡單揭幕儀式，由滙豐銀行副主席兼行政總裁王冬勝，以及香港區行政總裁施穎茵主持。御用風水師龍景銓師傅及馬昭立師傅也為銅獅子進行祈福儀式。滙豐表示會繼續聘請專家，為銅獅子進行全面修復。

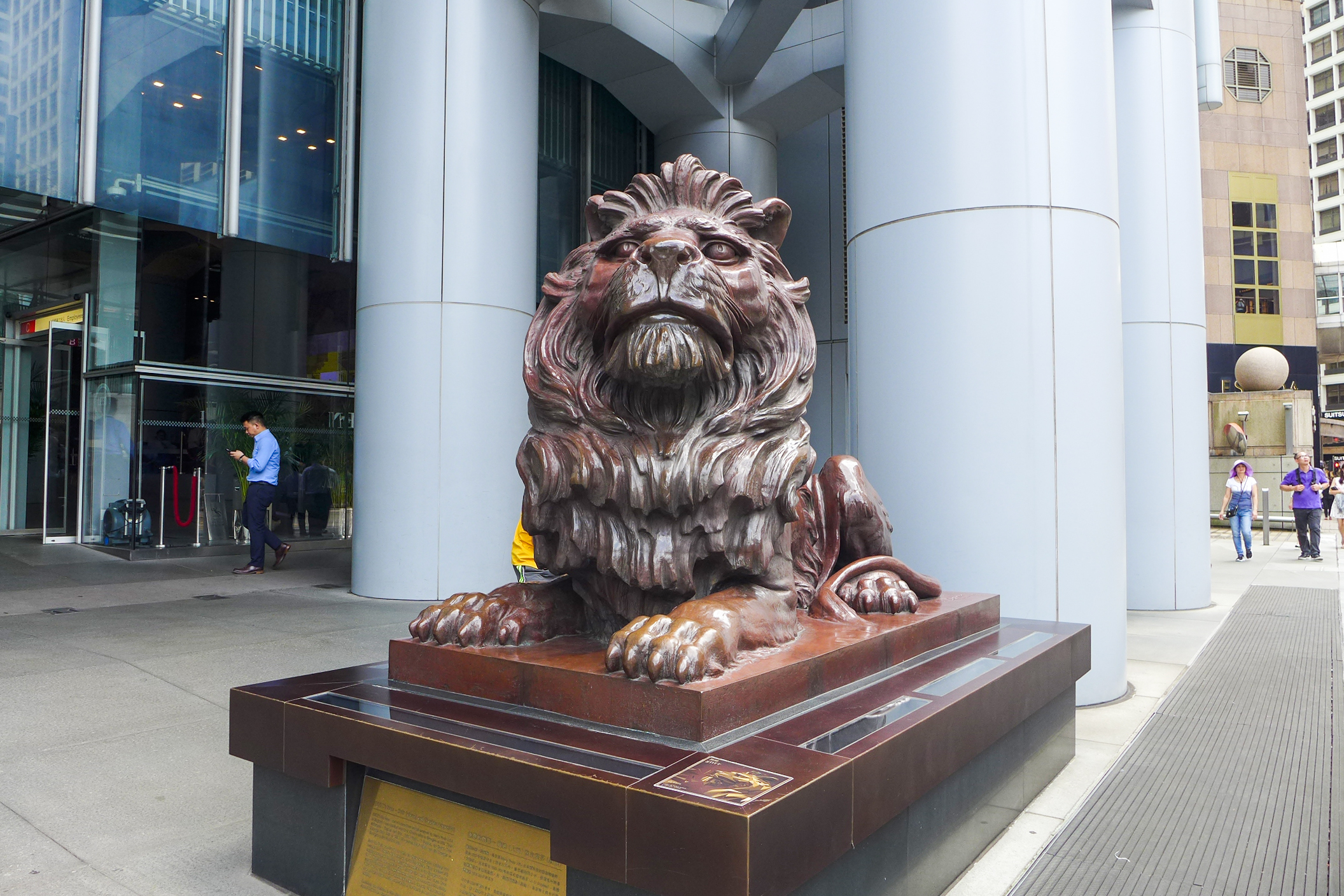
中環總行門前的銅獅子
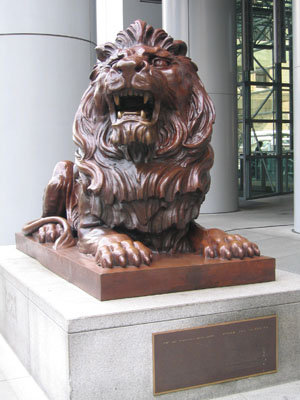
張口的一隻置於門前東面
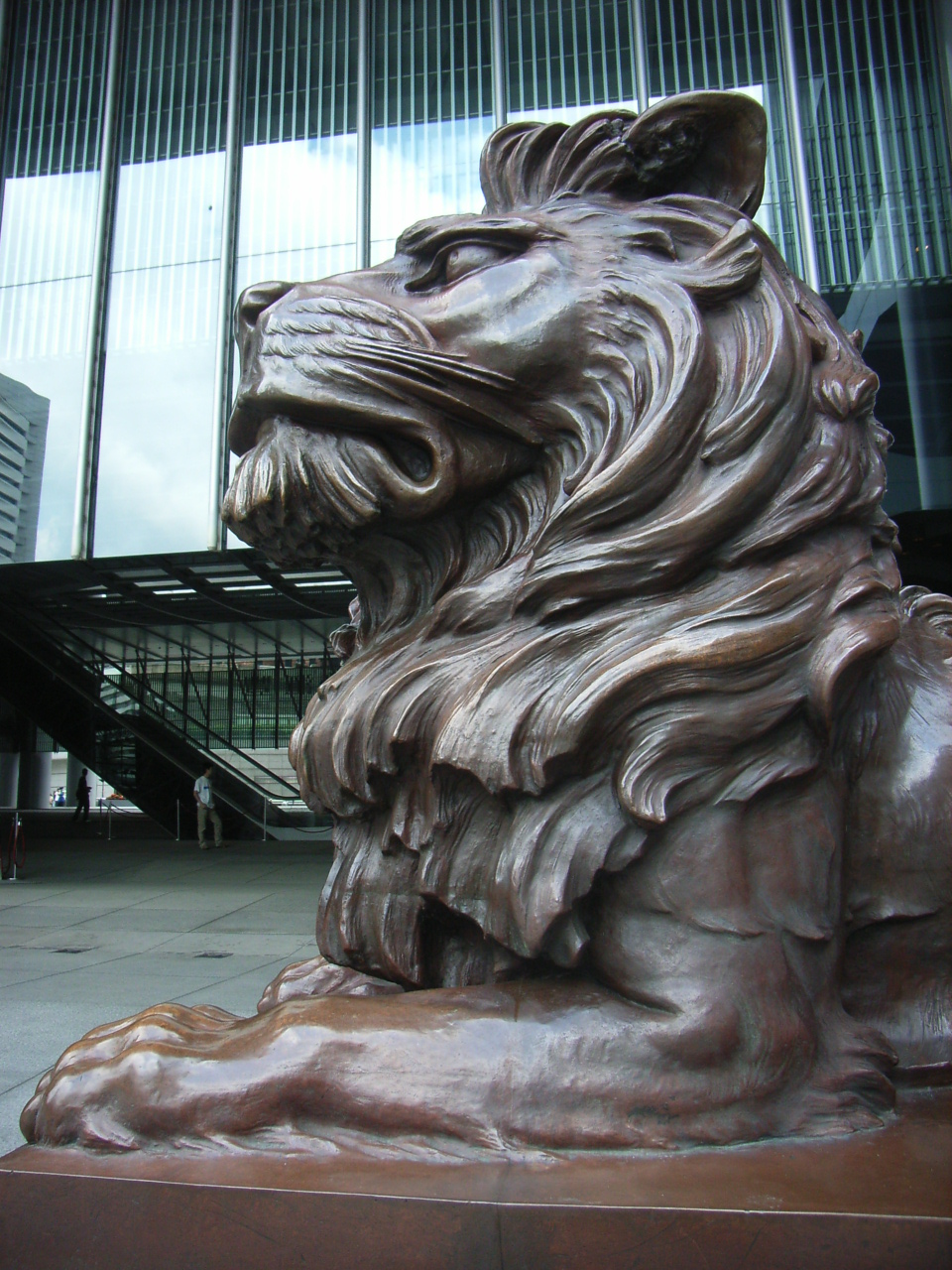
平和的一隻置於門前西面
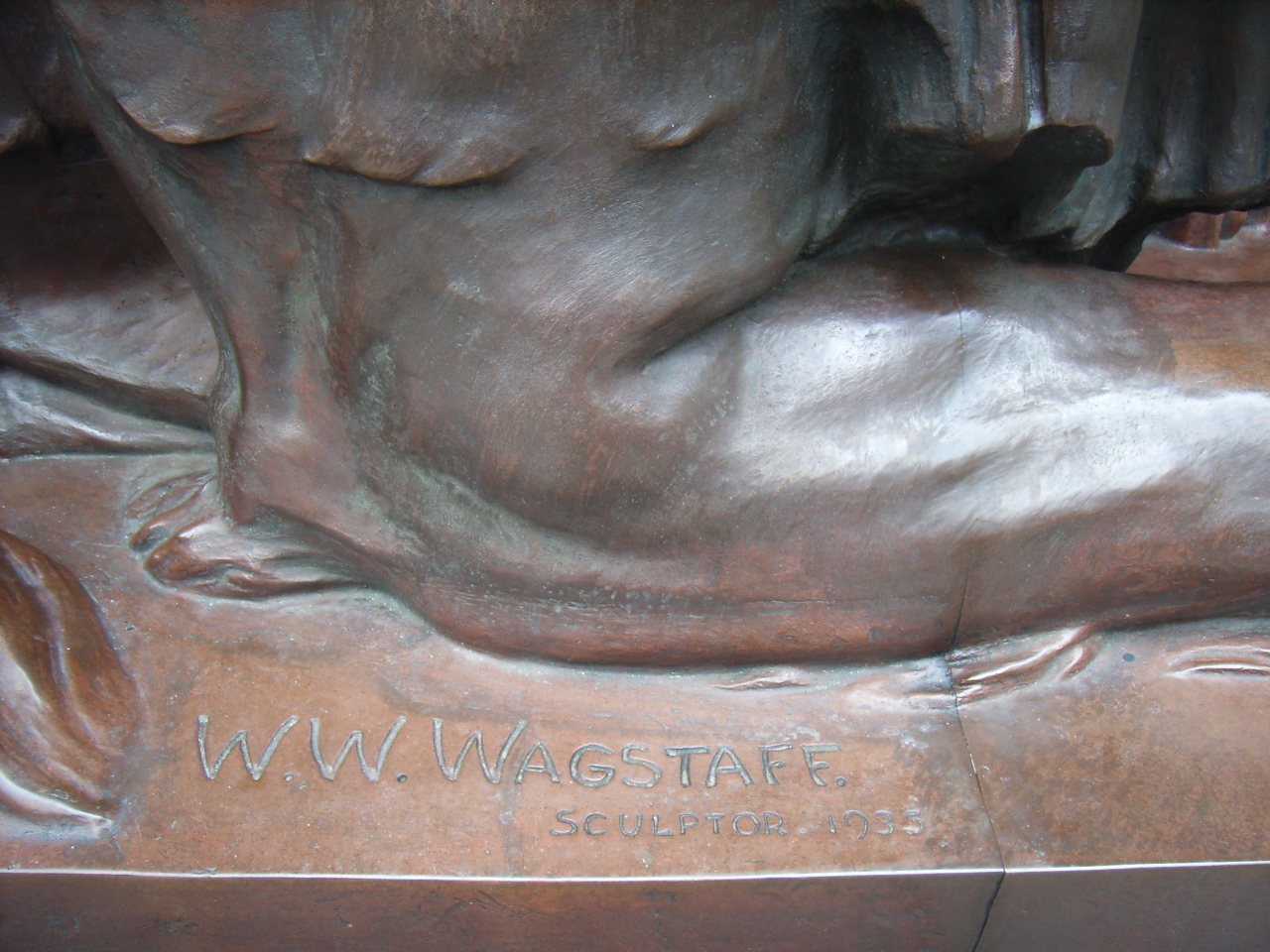
獅子塑像上的簽名
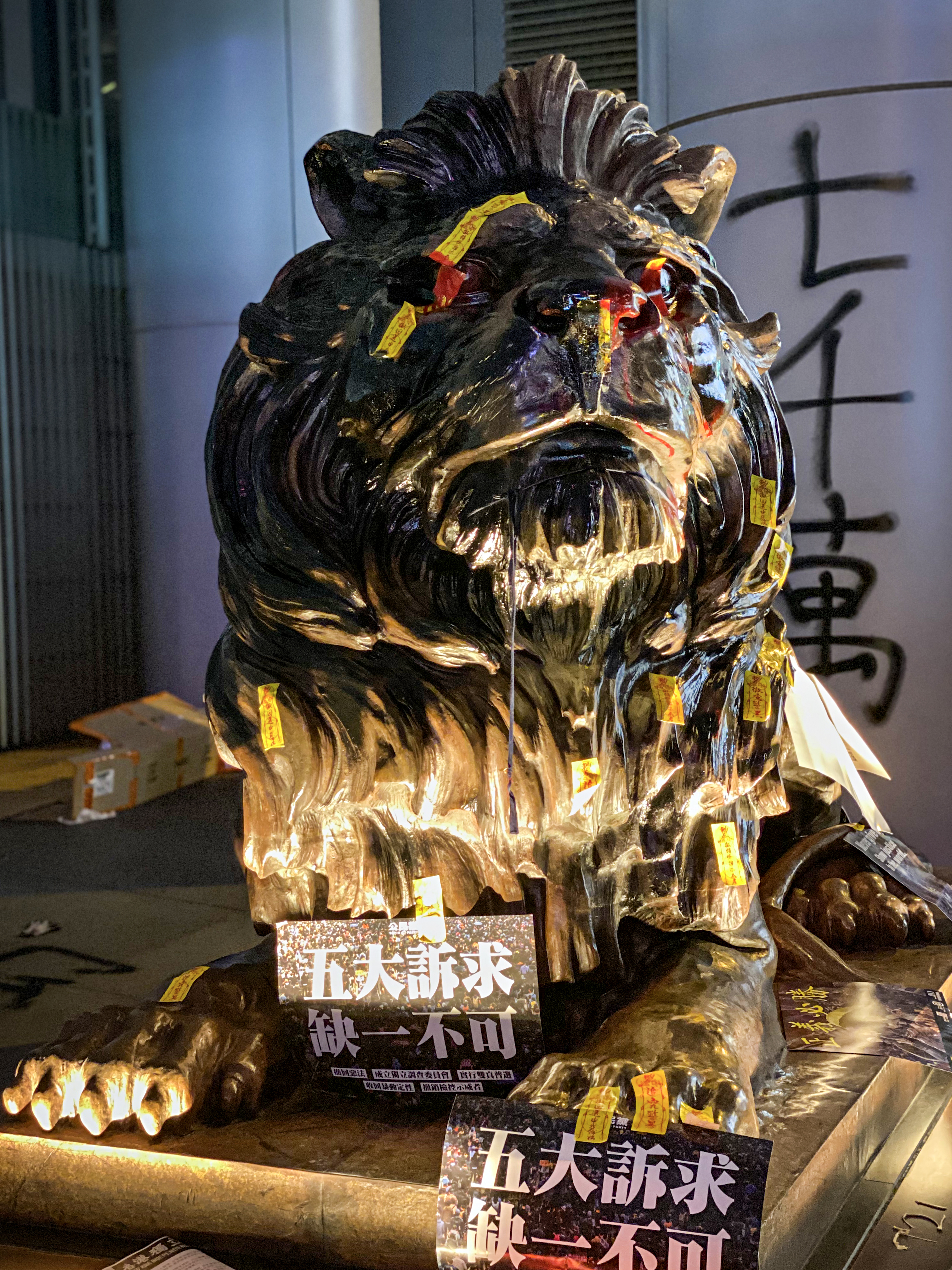
2020年香港元旦大遊行，獅子銅像遭毀壞，被人噴上紅漆和貼上符號

### 石獅

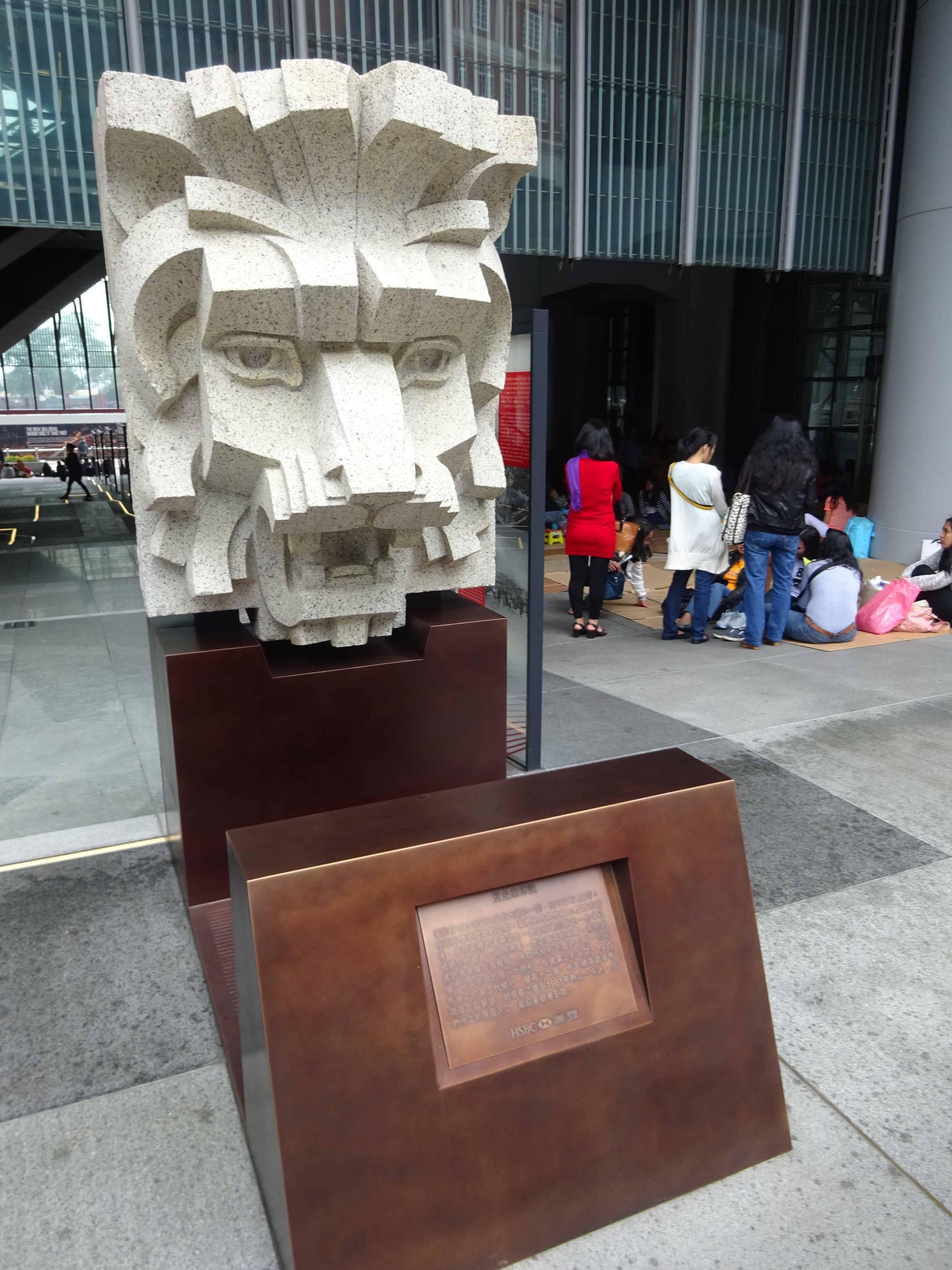
原設在第三代滙豐總行大廈上的兩個花崗岩獅子頭裝飾亦重見天日

兩個分別重2.2噸、高1.4米的花崗岩獅頭石像，由30年代當年的大樓承建商標記建築公司創建人魏標中（習稱魏標記）親手打造，原本設置在第三代滙豐總行的頂部外牆聚氣。1981年大樓重建時為滙豐封存，至2015年1月隨總行地面廣場改造竣工後重新置於廣場南面，即面向皇后大道中的入口。

## 事件

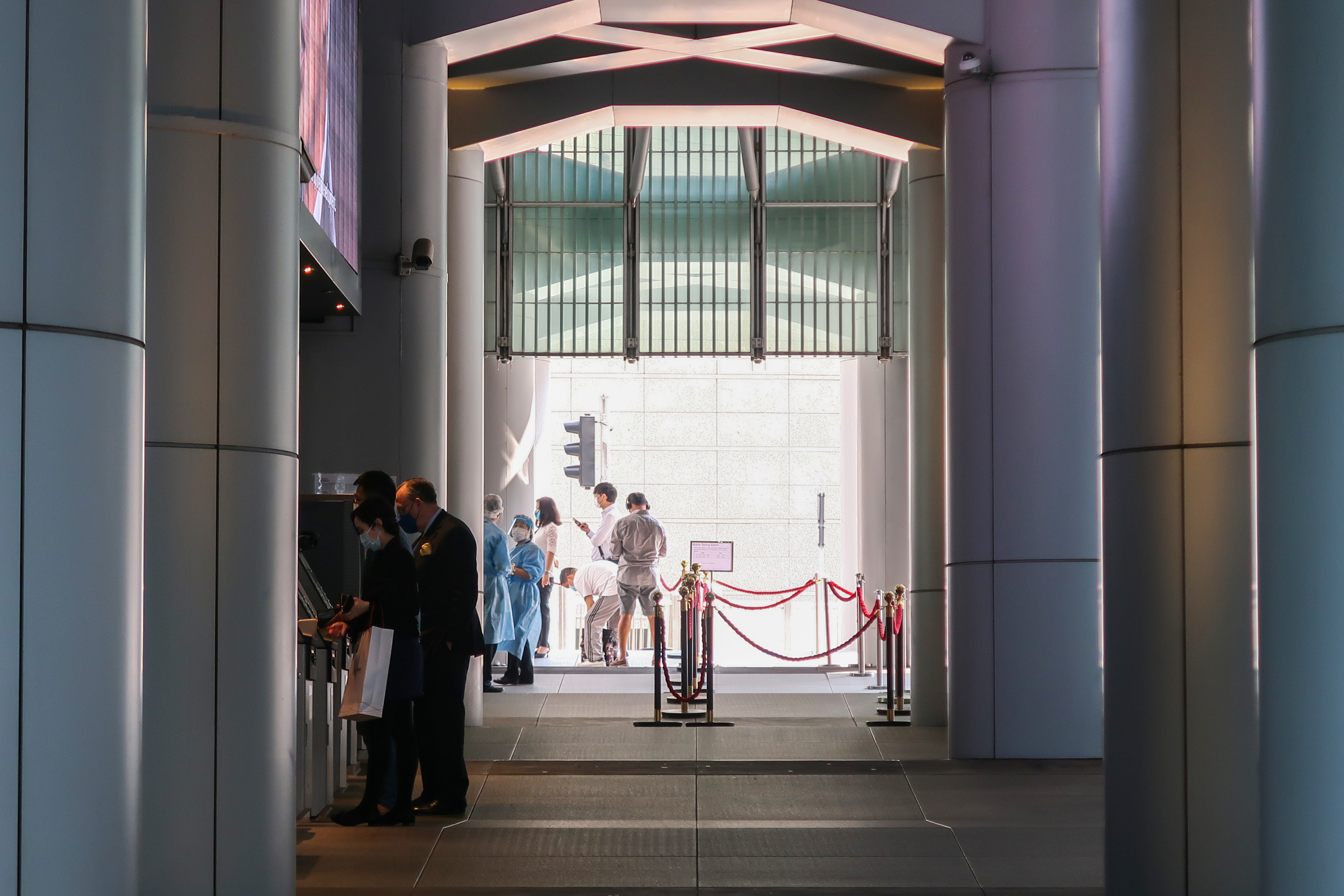
2021年3月17日，大廈員工排隊進行強制檢測，而地面的櫃員機如常服務

### 佔領中環
2011年10月，有市民為響應美國佔領華爾街和「一起佔領」（Occupy Together）運動，在大廈地下廣場發起了「佔領中環」運動，有人在該處紮營。到2012年8月13日，高等法院發出禁制令，認為佔領中環的人士在沒有法律理據繼續霸佔地下的空間，故批准滙豐清場，要求佔據者於8月27日晚上9時前離開。佔據者未有理會禁令，在8月27日當晚舉行音樂會。到9月11日，法庭的執達吏前往驅逐佔領者，執達主任包圍一批示威者，將他們逐一抬走，最終用上近8小時完成清場。三名集會人士因推跌工作人員而被警方拘捕。

### 大廈被納入強制檢測和暫時關閉
2021年3月，大廈先後有3名員工確診COVID-19，分別在17樓、22樓和27樓工作。政府到3月16日晚上公佈大廈須進行強制檢測，由3月17日起暫停總行地庫、3樓、5樓及6樓的分行服務，大樓亦會關閉，直至完成相關檢測規定。關閉5日後，滙豐表示大廈到3月22日重開。

## 外部連結
- 香港滙豐總行大廈特色